# Roland Armontel
Roland Armontel (21 de diciembre de 1901 – 8 de marzo de 1980) fue un actor teatral, cinematográfico y televisivo francés. 

## Biografía
Su verdadero nombre era Auguste Louis Magnin, y nació en Vimoutiers, Francia. Siendo todavía un niño debutó como actor trabajando junto a Max Linder.
Como actor teatral tuvo una abundante trayectoria, destacando sus actuaciones en piezas como Le Train pour Venise (de Louis Verneuil), Les Jours heureux (de Claude-André Puget), Bichon (de Jean de Létraz), La Bonne Soupe (de Robert Thomas), Messieurs mon mari, Mon bébé, Il faut marier maman, Une femme par jour, y otras muchas.
Para la gran pantalla, actuó en un total de más de 80 cintas rodadas entre 1932 y 1979.
Roland Armontel falleció en París, Francia, en el año 1980. Fue enterrado en el cementerio viejo de Asnières-sur-Seine (Altos del Sena).

## Teatro

### Actor
- 1931 : Bluff, de Georges Delance, Théâtre des Variétés
- 1933 : L'Affaire de la rue Royale, de Max Maurey y Jean Guitton, Théâtre de l'Athénée
- 1934 : Mon crime, de Georges Berr y Louis Verneuil, Théâtre des Variétés
- 1934: Les jeux sont faits, de Andrée Mery, Théâtre de la Potinière
- 1936: Le Guéridon Empire, de Rip, Teatro de los Campos Elíseos
- 1939: Les Jours heureux, de Claude-André Puget, escenografía de Jean Wall, Théâtre de Paris
- 1942 : Trois… Six… Neuf…, de Michel Duran, escenografía de Roland Armontel, Théâtre de Paris
- 1943 : ¿Quiere usted jugar con mí?, de Marcel Achard, escenografía de Pierre Brasseur, Théâtre des Bouffes-Parisiens
- 1947 : Messieurs, Mon mari, de Eddy Ghilain, Théâtre de Paris
- 1950 : Il faut marier maman, de Marc-Cab y Serge Veber, música de Guy Lafarge, escenografía de Pierre Dux, Théâtre de Paris
- 1954 : Ombre chère, de Jacques Deval, escenografía del autor, Théâtre des Célestins
- 1955 : Nekrassov, de Jean-Paul Sartre, escenografía de Jean Meyer, Théâtre Antoine
- 1956 : Le Petit Arpent du bon Dieu, de Erskine Caldwell, escenografía de José Quaglio, Teatro del Ambigu-Comique
- 1958 : La Bonne Soupe, de Félicien Marceau, escenografía de André Barsacq, Théâtre du Gymnase Marie-Bell
- 1961 : Le 10e Homme, de Paddy Chayefsky, escenografía de Raymond Gérôme, Théâtre du Gymnase Marie-Bell
- 1965 : Deux anges sont venus, de Roger Pierre y Jean-Marc Thibault a partir de Albert Husson, escenografía de Pierre Mondy, Théâtre de Paris
- 1967 : Demandez Vicky, de Marc-Gilbert Sauvajon, escenografía de Jacques-Henri Duval, Théâtre des Nouveautés

### Director
- 1942 : Trois… Six… Neuf…, de Michel Duran, Théâtre de Paris
- 1943 : Le Monsieur de cinq heures, de Pierre Veber y Maurice Hennequin, Théâtre de Paris
- 1953 : Une femme par jour, de Jean Boyer, música de Georges Van Parys, Théâtre de Paris

## Filmografía

### Cine
- 1932 : Les Gaîtés de l'escadron, de Maurice Tourneur
- 1933 : Touchons du bois, de Maurice Champreux
- 1934 : Les Misérables, de Raymond Bernard
- 1934 : Dédé, de René Guissart
- 1934 : La Dame aux camélias, de Fernand Rivers
- 1938 : Prisons de femmes, de Roger Richebé
- 1939 : Battement de cœur, de Henri Decoin
- 1939 : Le Déserteur, de Léonide Moguy
- 1941 : Mam'zelle Bonaparte, de Maurice Tourneur
- 1941 : La Symphonie fantastique, de Christian-Jaque
- 1944 : Les Petites du quai aux fleurs, de Marc Allégret
- 1944 : Florence est folle, de Georges Lacombe
- 1945 : Jéricho, de Henri Calef
- 1945 : La Boîte aux rêves, de Yves Allégret y Jean Choux :
- 1946 : L'Idiot, de Georges Lampin
- 1946 : L'Arche de Noé, de Henri Lepage
- 1946 : Les Chouans, de Henri Calef
- 1946 : La Maison sous la mer, de Henri Calef
- 1946 : Le silence est d'or, de René Clair
- 1946 : Les Trois Cousines, de Jacques Daniel-Norman
- 1947 : Clochemerle, de Pierre Chenal
- 1947 : Émile l'Africain, de Robert Vernay
- 1947 : Éternel Conflit, de Georges Lampin
- 1947 : Le Mannequin assassiné, de Pierre de Hérain
- 1947 : Par la fenêtre, de Gilles Grangier
- 1947 : Route sans issue, de Jean Stelli
- 1948 : Le Dolmen tragique, de Léon Mathot
- 1948 : Rocambole, de Jacques de Baroncelli
- 1948  : La Revanche de Baccarat, de Jacques de Baroncelli
- 1948 : Les Amants de Vérone, de André Cayatte
- 1948 : La vie est un rêve, de Jacques Séverac
- 1948 : Le Sorcier du ciel, de Marcel Blistène
- 1948 : La Bataille du feu, de Maurice de Canonge
- 1949 : L'Ange rouge, de Jacques Daniel-Norman
- 1949 : Véronique, de Robert Vernay
- 1949 : Sans tambour ni trompette, de Roger Blanc
- 1949 : Plus de vacances pour le bon dieu, de Robert Vernay
- 1949 : Occupe-toi d'Amélie, de Claude Autant-Lara
- 1949 : La Danseuse de Marrakech, de Léon Mathot
- 1949 : Le Martyr de Bougival, de Jean Loubignac
- 1950 : Clara de Montargis, de Henri Decoin
- 1950 : Le Gang des tractions-arrière, de Jean Loubignac
- 1950 : Minne, l'ingénue libertine, de Jacqueline Audry
- 1950 : Ce bon monsieur Durand, de Charles-Félix Tavano
- 1950 : Pipe, le chien, de Henri Verneuil
- 1951 : La Belle Image, de Claude Heymann
- 1951 : Bouquet de joie, de Maurice Cam
- 1951 : Le aventure di Mandrin, de Mario Soldati
- 1951 : Le Passage de Vénus, de Maurice Gleize
- 1951 : La Demoiselle et son revenant, de Marc Allégret
- 1952 : Monsieur Leguignon lampiste, de Maurice Labro
- 1952 : Deux de l'escadrille, de Maurice Labro
- 1952 : Quitte ou double, de Robert Vernay
- 1952 : Tambour battant, de Georges Combret
- 1953 : La Caraque blonde, de Jacqueline Audry
- 1953 : Mourez, nous ferons le reste, de Christian Stengel
- 1953 : Piédalu député, de Jean Loubignac
- 1955 : Razzia sur la chnouf, de Henri Decoin
- 1955 : El Amor de Don Juan, de John Berry
- 1955 : Ces sacrées vacances, de Robert Vernay
- 1955 : L'Affaire des poisons, de Henri Decoin
- 1956 : Le Feu aux poudres, de Henri Decoin
- 1956 : Quelle sacrée soirée, de Robert Vernay
- 1956 : Miss Catastrophe, de Dimitri Kirsanoff
- 1957 : Tahiti ou la Joie de vivre, de Bernard Borderie
- 1957 : Trois jours à vivre, de Gilles Grangier
- 1957 : Sénéchal le magnifique, de Jean Boyer
- 1957 : Ni vu, ni connu, de Yves Robert
- 1958 : Les Tricheurs, de Marcel Carné
- 1958 : L'Increvable, de Jean Boyer
- 1958 : Nuits de Pigalle, de Georges Jaffé
- 1960 : Tête folle, de Robert Vernay
- 1962 : Un chien dans un jeu de quilles, de Fabien Collin
- 1962 : Le Diable et les Dix Commandements, de Julien Duvivier, sketch Tes père et mère honoreras
- 1962 : Sherlock Holmes und das halsband des todes, de Terence Fisher y Frank Winterstein
- 1963 : El secreto de Tommy, de Antonio del Amo
- 1963 : La Foire aux cancres, de Louis Daquin
- 1963 : Maigret voit rouge, de Gilles Grangier
- 1965 : ¿Arde París?, de René Clément
- 1967 : Lagardère, de Jean-Pierre Decourt
- 1968 : Béru et ces dames, de Guy Lefranc
- 1968 : The death of Joe the Indian, de Mihai Iacob y Wolfgang Liebeneiner
- 1969 : L'Homme aux chats, de Henri Glaeser
- 1970 : Et qu'ça saute, de Guy Lefranc
- 1970 : Sur un arbre perché, de Serge Korber
- 1975 : La Bête, de Walerian Borowczyk
- 1976 : Un mari, c'est un mari, de Serge Friedman
- 1979 : Le Temps des vacances, de Claude Vital

### Televisión
- 1964 : Le Théâtre de la jeunesse : David Copperfield, de Marcel Cravenne
- 1967 : Lagardère, de Jean-Pierre Decourt
- 1969 : Les Aventures de Tom Sawyer, de Wolfgang Liebeneiner
- 1972 : L'Homme qui revient de loin, de Michel Wyn
- 1973 : Le Jeune Fabre, de Cécile Aubry
- 1976 : La Poupée sanglante, de Marcel Cravenne
- 1977 : Les Cinq Dernières Minutes : Châteaux en campagne, de Guy Lessertisseur
- 1978 : Messieurs les ronds-de-cuir, de Daniel Ceccaldi

- Au théâtre ce soir : 
  - 1967 : Treize à table, de Marc-Gilbert Sauvajon, escenografía del autor, dirección de Pierre Sabbagh, Théâtre Marigny
  - 1969 : Les Enfants d'Édouard, de Marc-Gilbert Sauvajon a partir de Frederic Jackson y Roland Bottomley, escenografía de Jean-Paul Cisife, dirección de Pierre Sabbagh, Théâtre Marigny
  - 1970 : Doris, de Marcel Thiébaut, escenografía de Jacques-Henri Duval, dirección de Pierre Sabbagh, Théâtre Marigny
  - 1975 : Au théâtre ce soir : Dix minutes d'alibi, de Anthony Armstrong, escenografía de Jacques Ardouin, dirección de Pierre Sabbagh, Théâtre Édouard VII
  - 1975 : Trésor party, de Bernard Régnier a partir de P. G. Wodehouse, escenografía de Jacques Ardouin, dirección de Pierre Sabbagh, Théâtre Édouard VII
  - 1975 : Demandez Vicky, de Marc-Gilbert Sauvajon, escenografía de Jacques-Henri Duval, dirección de Pierre Sabbagh, Théâtre Édouard VII
  - 1978 : Vous ne l'emporterez pas avec vous, de Moss Hart y George Kaufman, escenografía de Jean-Luc Moreau, dirección de Pierre Sabbagh, Théâtre Marigny
  - 1979 : Les Petites Têtes, de Max Régnier a partir de André Gillois, escenografía de Michel Roux, dirección de Pierre Sabbagh, Théâtre Marigny